# Panilla combusta
Panilla combusta là một loài bướm đêm trong họ Erebidae.